# Charles Covington
Charles Covington (* um 1940) ist ein US-amerikanischer Jazzpianist und -organist (Hammond-Orgel).

## Leben und Wirken
Covington begann seine Musikerkarriere in den frühen 1960er-Jahren und arbeitete Ende des Jahrzehnts als Organist in der Band von George Benson, mit dem 1968 erste Aufnahmen entstanden und 1969 auf dem Newport Jazz Festival auftrat, ferner mit J. J. Johnson (Betwixt and Between, A&M/CTI). Er begleitete auch die Sängerinnen Abbey Lincoln, Eartha Kitt, Shirley Horn und Ethel Ennis. Im folgenden Jahrzehnt spielte er in New York bei O’Donel Levy, an dessen LPs Breeding of Mind (1982), Dawn of a New Day, Everything I Do Gonna Be Funky (1973) und Windows (1976) er mitwirkte. Ab 1977 arbeitete er als Pianist mit Nathan Page. 1991 nahm er im Trioformat sein Debütalbum It's Time for Love auf (mit dem Holzbläser Davey Yarborough und dem Schlagzeuger Richard Seals); 1993 war er als Gastmusiker  auf Gary Thomas’ Album Exile's Gate (JMT) zu hören. Er unterrichtete über zwanzig Jahre Jazzpiano an der Howard University und am Peabody Conservatory.